# Pagiopalus nigriventris
Pagiopalus nigriventris är en spindelart som beskrevs av Simon 1900. Pagiopalus nigriventris ingår i släktet Pagiopalus och familjen snabblöparspindlar. Inga underarter finns listade i Catalogue of Life.